# Alpioniscus balthasari
Alpioniscus balthasari is een pissebed uit de familie Trichoniscidae. De wetenschappelijke naam van de soort is voor het eerst geldig gepubliceerd in 1937 door Frankenberger.